# Schweizer Nordische Skimeisterschaften 1979
Die Schweizer Nordischen Skimeisterschaften 1979 fanden vom 26. Januar 1979 bis zum 10. Februar 1979 in St. Moritz, Silvaplana, Gstaad und Maloja und am 23. Dezember 1978 in Pontresina statt. Ausgetragen wurden im Skilanglauf bei den Männern die Distanzen 15 km, 30 km und 50 km, und die 4 × 10 km Staffel. Bei den Frauen fand ein Rennen 5 km und über 10 km und die 3 × 5 km Staffel statt. Bei den Männer gewann Venanz Egger über 15 km, Edi Hauser über 30 km, Gaudenz Ambühl über 50 km und die Staffel des SC Obergoms. Bei den Frauen wurde Cornelia Thomas Meisterin im Rennen über 10 km und mit der Staffel von SC Bernina Pontresina, Evi Kratzer siegte über 5 km. Das Skispringen gewann Hansjörg Sumi und in der Nordischen Kombination Karl Lustenberger.

## Skilanglauf

### Männer

#### 50 km
| Platz | Name              | Verein                  | Zeit (std) |
| ----- | ----------------- | ----------------------- | ---------- |
| 01    | Gaudenz Ambühl    | SC Davos                | 2:36:15    |
| 02    | Franz Renggli     | Grenzwachtkorps Splügen | 2:38:44    |
| 03    | Edi Hauser        | SC Obergoms             | 2:40:04    |
| 04    | Fredy Wenger      | Blumenstein             | 2:41:02    |
| 05    | Venanz Egger      | Plasselb                | 2:43:19    |
| 06    | Toni Siegfried    | Lenk                    | 2:45:24    |
| 07    | Hans-Ueli Kreuzer | SC Obergoms             | 2:45:29    |
| 08    | Roland Mercier    | Le Locle                | 2:47:14    |
| 09    | Paul Grünenfelder | Mels                    | 2:47:54    |
| 10    | August Broger     | Gonten                  | 2:47:54    |

Datum: Samstag, 23. Dezember 1978 in Pontresina

#### 15 km
| Platz | Name              | Verein                  | Zeit (min) |
| ----- | ----------------- | ----------------------- | ---------- |
| 01    | Venanz Egger      | Plasselb                | 47:37,35   |
| 02    | Franz Renggli     | Grenzwachtkorps Splügen | 47:42,31   |
| 03    | Edi Hauser        | SC Obergoms             | 47:58,03   |
| 04    | Gaudenz Ambühl    | SC Davos                | 48:20,58   |
| 05    | Fredy Wenger      | Blumenstein             | 48:58,29   |
| 06    | Francis Jacot     | La Sagne                | 49:07,57   |
| 07    | Hans-Ueli Kreuzer | SC Obergoms             | 49:07,96   |
| 08    | Alois Oberholzer  | SC Einsiedeln           | 49:19,78   |
| 09    | Roland Mercier    | Le Locle                | 49:51,75   |
| 10    | Edgar Steinauer   | SC Einsiedeln           | 49:57,85   |

Datum: Samstag, 27. Januar 1979 in Silvaplana

Zum Auftakt dieser Skilanglaufwoche gewann der 24-jährige Venanz Egger mit fünf Sekunden Vorsprung auf Franz Renggli und holte damit seinen ersten Meistertitel. Der Vorjahressieger Bruno Heinzer errang den 11. Platz.

#### 30 km
| Platz | Name              | Verein            | Zeit (std) |
| ----- | ----------------- | ----------------- | ---------- |
| 01    | Edi Hauser        | SC Obergoms       | 1:38:30,74 |
| 02    | Franz Renggli     | Splügen           | 1:38:31,10 |
| 03    | Hans-Ueli Kreuzer | SC Obergoms       | 1:38:38,87 |
| 04    | Gaudenz Ambühl    | SC Davos          | 1:39:32,34 |
| 05    | Bruno Heinzer     | Hausen            | 1:41:31,86 |
| 06    | Francis Jacot     | La Sagne          | 1:41:52,29 |
| 07    | Albert Giger      | Alpina St. Moritz | 1:41:58,55 |
| 08    | Alois Oberholzer  | SC Einsiedeln     | 1:42:46,49 |
| 09    | Ulrich Wenger     | Sangernboden      | 1:43:07,85 |
| 10    | Edgar Steinauer   | SC Einsiedeln     | 1:43:14,92 |

Datum: Mittwoch, 31. Januar 1979 in St. Moritz

Wie im Vorjahr gewann der Obergomser Edi Hauser mit 0,4 Sekunden Vorsprung auf Franz Renggli und acht Sekunden auf Hans-Ueli Kreuzer.

#### 4 × 10 km Staffel
| Platz | Namen                                                            | Verein                  | Zeit (std) |
| ----- | ---------------------------------------------------------------- | ----------------------- | ---------- |
| 01    | Elmar Chastonay Konrad Hallenbarter Hans-Ueli Kreuzer Edi Hauser | SC Obergoms             | 2:07:33    |
| 02    | Edgar Steinauer Alois Oberholzer Alois Kälin Alfred Kälin        | SC Einsiedeln           | 2:10:14    |
| 03    | Peter Färber Heinz Gähler Beat Renggli Franz Renggli             | Grenzwachtkorps Splügen | 2:12:06    |
| 04    | Ulrich Wenger Werner Leu Christian Pfeuti Fritz Pfeuti           | Sangernboden            | 2:12:08    |
| 05    | Hans Pürro Urs Bieri Marcel Neuhaus Venanz Egger                 | Plasselb                | 2:12:12    |

Datum: Dienstag, 30. Januar 1979 in Pontresina

Das Staffelrennen, das wegen starken Schneefalls am 29. Januar nach 13 km abgebrochen wurde, wurde zwei Tage später nachgeholt. Das Rennen gewann zum 12. Mal der SC Obergoms.

### Frauen

#### 5 km
| Platz | Name                   | Verein                | Zeit (min) |
| ----- | ---------------------- | --------------------- | ---------- |
| 01    | Evi Kratzer            | Alpina St. Moritz     | 19:30,69   |
| 02    | Cornelia Thomas        | SC Bernina Pontresina | 19:56,03   |
| 03    | Claudia Sprenger       | Vaduz                 | 20:02      |
| 04    | Görel Bieri-Partapuoli | Plasselb              | 20:11,70   |
| 05    | Käthi Aschwanden       | Isenthal              |            |

Datum: Samstag, 3. Februar 1979 in Maloja

#### 10 km
| Platz | Name                   | Verein                | Zeit (min) |
| ----- | ---------------------- | --------------------- | ---------- |
| 01    | Cornelia Thomas        | SC Bernina Pontresina | 37:33,07   |
| 02    | Görel Bieri-Partapuoli | Plasselb              | 37:59,90   |
| 03    | Evi Kratzer            | Alpina St. Moritz     | 38:27,59   |
| 04    | Karin Thomas           | SC Bernina Pontresina | 39:07,67   |
| 05    | Käthi Aschwanden       | Isenthal              | 39:14,75   |
| 06    | Brigitte Stebler       | SC Bernina Pontresina | 39:21,64   |
| 07    | Ursula Bösch           | SC Bernina Pontresina | 38:48,79   |
| 08    | Rosmarie Kurz          | Winterthur            | 40:02,68   |
| 09    | Doris Suess            | Kriens                | 40:03,25   |
| 010   | Monika Künzi           | Frutigen              | 41:32,93   |

Datum: Mittwoch, 31. Januar 1979 in St. Moritz

Überraschend gewann die 18-jährige Cornelia Thomas mit 26,9 Sekunden Vorsprung vor der Vorjahressiegerin Görel Bieri-Partapuoli und 54 Sekunden vor der Topfavoritin Evi Kratzer das 10-km-Rennen.

#### 3 × 5 km Staffel
| Platz | Namen                                                  | Verein                | Zeit (std) |
| ----- | ------------------------------------------------------ | --------------------- | ---------- |
| 01    | Ursula Bösch Karin Thomas Cornelia Thomas              | SC Bernina Pontresina | 1:02:97,92 |
| 02    | Brigitte Stebler Heidi Brunner Evi Kratzer             | Bündner Skiverband    | 1:02:43,37 |
| 03    | Esther Schönbächler Anneliese Gamper Christine Brügger | Zürcher Skiverband    | 1:03:16,23 |

Datum: Sonntag, 4. Februar 1979 in Maloja

## Nordische Kombination

### Einzel
| Platz | Name              | Ort           | Punkte |
| ----- | ----------------- | ------------- | ------ |
| 01    | Karl Lustenberger | SC Marbach    | 433,50 |
| 02    | Ernst Beetschen   | Lenk          | 407,73 |
| 03    | Toni Schmid       | Lenk          | 394,56 |
| 04    | Kurt Hischler     | SC Obergoms   | 299,37 |
| 05    | Bruno Füchslin    | SC Einsiedeln | 197,79 |

Datum: Freitag, 26. Januar und Samstag, 27. Januar 1979 in St. Moritz

Wie in den Vorjahren siegte Karl Lustenberger vor Ernst Beetschen und Toni Schmid.

## Skispringen

### Normalschanze
| Platz | Name                   | Verein          | Weite 1 | Weite 2 | Punkte |
| ----- | ---------------------- | --------------- | ------- | ------- | ------ |
| 01    | Hansjörg Sumi          | Ski-Club Gstaad | 83,5 m  | 84,5 m  | 238,0  |
| 02    | Robert Mösching        | Ski-Club Gstaad | 82,0 m  | 82,0 m  | 233,4  |
| 03    | Georges-Andre Jaquiery | Ste-Croix       | 77,0 m  | 78,5 m  | 210,5  |
| 04    | Paul Egloff            | Wildhaus        | 77,5 m  | 77,0 m  | 208,6  |
| 05    | Mario Rinaldi          | Le Brassus      | 79,0 m  | 74,0 m  | 207,5  |
| 06    | Benito Bonetti         | Andermatt       | 77,0 m  | 75,0 m  | 203,6  |
| 07    | Harald Reichenbach     | Ski-Club Gstaad | 75,5 m  | 74,0 m  | 203,1  |
| 08    | Roland Glas            | Wildhaus        | 76,0 m  | 75,5 m  | 201,6  |
| 08    | Thierry Sauvanet       | Frankreich      | 76,0 m  | 75,5 m  | 201,6  |
| 010   | Philippe Jacoberger    | Frankreich      | 74,0 m  | 76,5 m  | 200,0  |

Datum: Samstag, 10. Februar 1979 in Gstaad

Hansjörg Sumi aus Gstaad holte auf der Mattenschanze mit Weiten von 83,5 m und 84,5 m seinen ersten Meistertitel. Der Wettbewerb sollte ursprünglich am 27. Januar in St. Moritz stattfinden, wurde aber aufgrund starken Schneefalls verschoben.